# ایزد
ایزَد (به اوستایی: 𐬫𐬀𐬰𐬀𐬙𐬀، آوانگاری: یَزَتَ) یا یَزدانْ (به پارسی میانه: 𐭩𐭦𐭲𐭠𐭭، آوانگاری: یَزَتانْ/یَزَدانْ) واژه‌ای اوستایی و یک مفهوم زرتشتی با طیف گسترده‌ای از معانی است اما به‌طور کلی به‌مفهوم الوهیّت یا خدایی است. این اصطلاح در معنای واقعی کلمه، به‌معنی «شایستهٔ پرستش و ستایش» است. ایزد به رب‌النوع‌ها، الهگان، فرشتگان، خدای‌گان و اربابان طبیعی نیز گفته می‌شود.
در لغت‌نامه دهخدا در معنی رب‌النوع یا ایزد آمده است: فرشته‌ای که حق‌تعالی برای پرورش و حفاظت هر نوع نباتات و حیوانات و جمادات مقرر فرموده چنان‌که برای پرورش هر نوع، فرشته‌ای علی‌حده است.
در فرهنگ لغات و اصطلاحات فلسفی آمده است: اشراقیان می‌گویند هر نوعی از افلاک و کواکب و بسایط عنصری و مرکبات و اشباح مجرد پروردگاری دارند که عقل مدبر آن نوع است و اوست غاذی و منمی و مولد. ملاصدرا گوید: کلمه رب‌النوع را حکمای قدیم مانند انباذقلس و هرمس و فیثاغورس بکار برده‌اند و رب صنم هم نامیده شده است. مؤلف پس از شرح عقاید سقراط و افلاطون و ابوعلی سینا و یونانیان قدیم گوید: ماحصل کلام آنکه فلاسفه هریک با اختلاف خاصی که در تعبیرات خود دارند گفته‌اند که برای هر نوعی از انواع موجودات مادی جهان هستی فردی است عقلانی و نورانی و روحانی که حافظ نوع خود می‌باشد و در معرض تحولات و تغییرات و فساد نیست و افراد مادی تابع و مقهور پرتوی از آن‌ها می‌باشد و آن‌ها را به نام ارباب انواع و غیره خوانده‌اند.

## ایزدان آریایی
میترا و آناهیتا از ایزدان آریایی هستند.

## ایزدان زرتشتی
ایزد، در اوستا «یَزَتَ» و در سانسکریت «یَجَتَ» آمده است و به معنی «درخور ستایش» است. غالباً در اوستا از ایزدان مینوی و ایزدان جهانی یاد شده است. اهورامزدا، در سَرِ ایزدان مینوی و زرتشت در سَرِ ایزدان جهانی است. ایزد را در پهلوی «یزد» و «یزدان» گویند. مراد از یزدان، مفرد خداوند است و نظر به اینکه اهورامزدا، سرور بزرگ مینویان است و در عالم روحانی هر آنکس که در خور ستایش و نیایش باشد، در ذات او که آفریننده همه است، تمرکز دارد، از این جهت او را به صیغه جمع، یزدان نامیده‌اند. ایزدان، را از همکاران مَهین ایزدان، که آن‌ها را امشاسپندان گویند، شمرده‌اند.
در دین زرتشت برای هر چیز خوب و نیک، ایزدی قائل شده‌اند و به او درود و سپاس تقدیم می‌کنند، در خورشید یشت از هزار و صد ایزد مینوی یاد شده است:
در هنگامی که خورشید بتابد، صد و هزار ایزدان مینوی برخاسته، این فرّ را برگرفته، در روی زمینِ اهورا آفریده، پخش کنند، تا با آن، جهانِ راستی و هستیِ راستی را بپرورانند.
در گاهشماری به جا مانده از دورهٔ ساسانی، روزهای هر ماه به نام ایزدی نامزده شده‌اند همچنین چهار روز در ماه به هرمزد با عنوان دی (روز) اختصاص داده شده است. در بندهش در بارهٔ نام سی روز چنین آمده است:
روز اول را به اسم هرمزد، خدای یگانه، دومین روز تا هفتمین روز به اسامی امشاسپندان (بهمن، اردیبهشت، شهریور، سپندارمذ، خرداد و امرداد)، دی (روز)، آذر، آبان، خور، ماه، تیر، گوش، دی (روز)، مهر، سروش، رشن، فروردین، بهرام، رام، وایو، دی (روز)، دئنا، ارد، اشتاد، آسمان، زامیاد، مهراسپند و انیران، خوانده می‌شوند.
پورداود در بازگویی از پلوتارک، مورخ یونانی سدهٔ نخست میلادی، اشاره به سخن وی می‌کند که نوشته است» اهورامزدا بیست و چهار فرشتگان بیافرید «(خرده اوستا، ص ۱۸۶، یادداشت پورداود) که گویا اشاره به همکاران امشاسپندان است. اگر این
گزارش پلوتارک که هیچ نامی از ایزدان نبرده است را درست بپنداریم، باید گفت شمار فرشتگان و شش امشاسپند و خود اهورامزدا سی و یک می‌شود. این گزارش نمی‌تواند گویایی پیوند نام ایزدان با نام روزهای ماه باشد. پورداود می‌افزاید: گذشته از ایزدان عمده سی روزه، ایزدان مهم دیگری در مزدیسنا داریم از آن جمله اند نریوسنگ و هوم و اَپَم نپات و غیره که همه در ردیف همکاران ایزدان بزرگ یاد شده‌اند (خرده اوستا، ص ۱۸۷، یادداشت پورداود).

### ایزدان در اوستا
کتاب یشت‌ها بخشی از کتاب اوستا است که به ستایش ایزدان می‌پردازد. یشت‌هایی که بعد از ساسانیان باقی‌مانده شامل ۲۱ یشت می‌باشند که نخستین یشت هرمزد یشت یا همان یشت ستایش اهورامزداست. دومین یشت نیز هفتن یشت یا یشت امشاسپندان می‌باشد که به دلیل اهمیت آن در میان گات‌ها جای گرفته است. برای دو تا از امشاسپندان (اردیبهشت و خرداد) به صورت جداگانه یشت‌های مربوطه باقی‌مانده است. ۱۹ یشت باقی‌مانده به ستایش ایزدانی تعلق گرفته که بیشتر آن‌ها در بین ۳۰ ایزدی که نامشان بر روزهای ماه است قرار دارند. از ۴ امشاسپند که عبارتند از بهمن، شهریور، سفندارمذ، و امرداد و ۵ ایزد که عبارتند از آذر و باد و آسمان و مهراسپند و انیران امروزه یشتی در دست نیست در عوض دو یشت به نام دو ایزد هوم و ونند داریم که در بین اسامی ۳۰ روز گاه‌شماری زرتشتی نمی‌باشند.

## ایزدان هندو
سهسه ایزد اصلی آیین هندو  که توسط هندوها پرستش می شود برهمن، شیوا و ویشنو می باشد. این خدایان دارای همسران و خانواده می باشند، همچنین خدایان سطح پایینی به نام دِوَتاها در روستاها مورد پرستش قرار می گیرند. 